# Язык цыганский весь в загадках
Язык цыганский весь в загадках — книга, составленная по сохранившейся части архивов этнографа Инги Андрониковой. Содержит биографию исследовательницы от составителя книги, Станиславы Валерьевны Кучепатовой, 13 140 народных афоризмов русских цыган на 69 различных тем, а также этнографическую информацию по эволюции жилища, пищи и костюма русских цыган и по особенностям традиционного цыганского кочевья.